# Белозёров, Тимофей Максимович

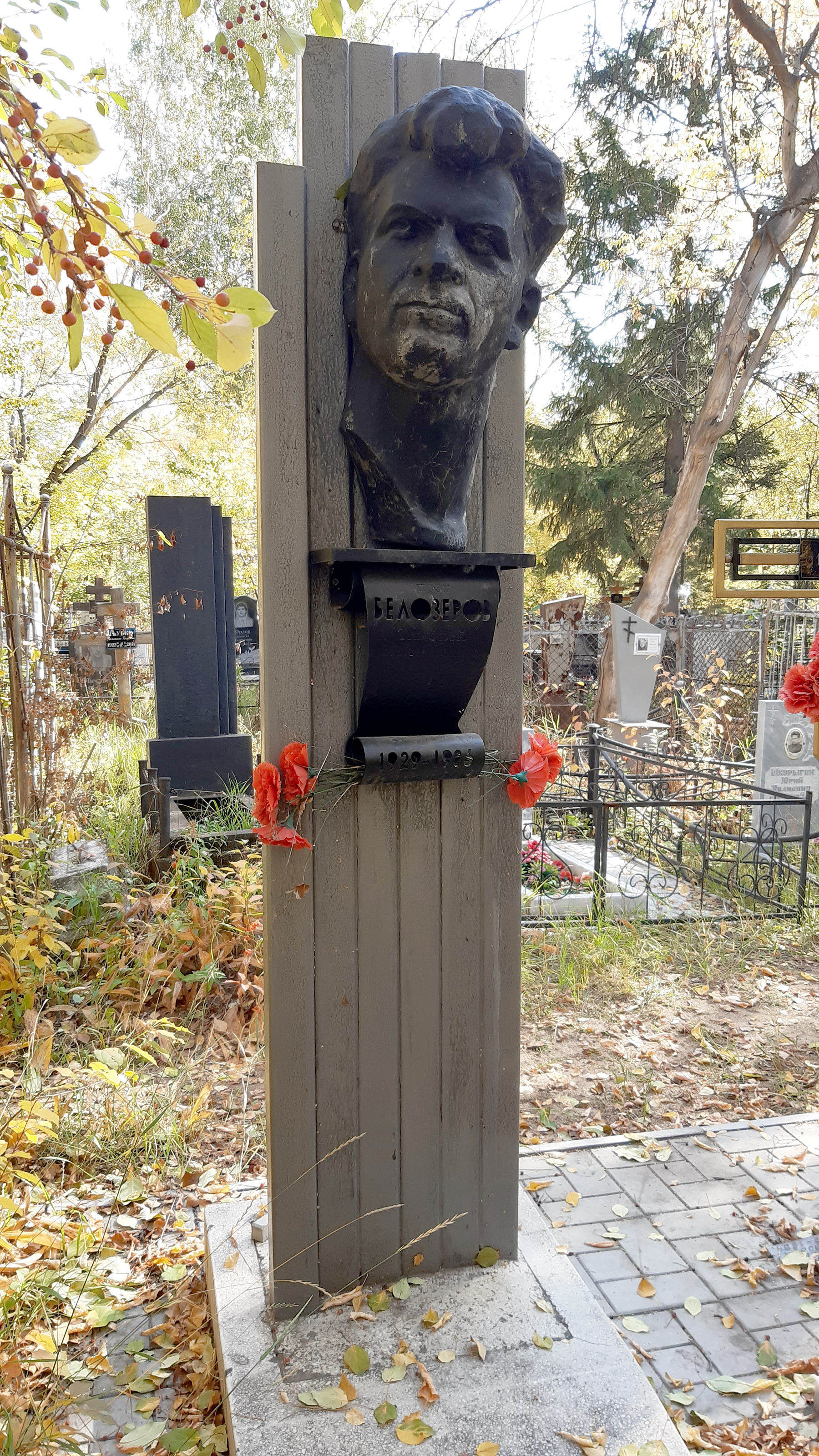
Надгробный памятник на Старо-Восточном кладбище Омска.

Тимофей Максимович Белозёров (23 декабря 1929, Камыши, Уральская область — 15 февраля 1986, Омск, Омская область, РСФСР, СССР) — советский поэт. Заслуженный работник культуры РСФСР (1976).

## Биография
Тимофей Максимович Белозёров родился 23 декабря 1929 года в крестьянской семье в селе Камыши Камышевского-1 сельсовета Утятского района Курганского округа Уральской области, ныне село входит в Куртамышский муниципальный округ Курганской области.
В 5-летнем возрасте лишился матери. В годы коллективизации семья подверглась репрессиям. Отец был арестован, впоследствии реабилитирован. После освобождения отец с младшим сыном Тимофеем переехал сначала в Усть-Каменогорск затем в Лениногорск. В с. Старокарасук Омской области Белозёров закончил 7-летнюю школу, и продолжил учёбу в селе Черново. Работал столяром, рабочим по очистке железнодорожных путей, лесозаготовителем в Калачинске.
В 1948 году стал курсантом технологического отделения Омского речного училища После окончания, в 1952 году проходил военно-морскую стажировку во Владивостоке. Работал мастером механического цеха на Бобровском судоремонтном заводе в Барнауле. Одновременно писал стихи. Первая публикация в журнале «Алтай». В 1954 году Белозёров был переведён в Управление Нижне-Иртышского речного пароходства, на Омский судоремонтный завод. Его приняли на должность литсотрудника бассейновой газеты «Советский Иртыш», с 1954 по 1963 — работал в литейном цехе Омского радиозавода им. Попова.
В 1957 году в Омском книжном издательстве вышла первая книга Белозёрова «На нашей реке». В 1962 был принят в Союз писателей СССР. С 1963 года, после окончания заочного отделения Литературного института им. А. М. Горького, работает редактором Омского телевидения. С 1968 — на литературной работе. Около двадцати лет проработал литературным консультантом в газете «Омская правда». С 1965 по 1967 был депутатом Омского горсовета, с 1967 по 1970 — уполномоченный Литфонда СССР по Омской области, в течение многих лет он член бюро Омской писательской организации. В декабре 1980 года участвовал в работе V съезда писателей РСФСР.
Умер поэт 15 февраля 1986 года в Омске. Похоронен на Старо-Восточном кладбище Омска, рядом с отцом.

## Семья
Сын поэта Сергей Тимофеевич (8 апреля 1954 — 17 апреля 2012) похоронен на Старо-Восточном кладбище. Вдова поэта, Вера Ильинична, ушедшая из жизни в феврале 2013 года, похоронена на этом же кладбище, но на другом участке.
Тимофей Максимович Белозёров - двоюродный дед Максима Фадеева советского и российского композитора, музыкального продюсера, автора-исполнителя, аранжировщика, режиссёра и актёра.

## Творчество
Тимофей Максимович является автором более 60 детских книг, вышедших в различных издательствах Москвы, Омска, Новосибирска и др. Общий тираж составляет около 16 миллионов экземпляров.
Четыре книги Белозёрова вошли в серийные издания: «Лесной плакунчик» (1979), «Зимушка-зима» (1989), «Карасик» (1981), «Журавкин праздник» (1990).
Стихи Т. Белозёрова печатались в детских журналах «Мурзилка», «Колобок», «Пионер», «Весёлые картинки», «Костёр», «Миша», «Сибирячок» и взрослых журналах «Сибирские огни», «Урал», «Нева», «Земля сибирская, дальневосточная».

## Память

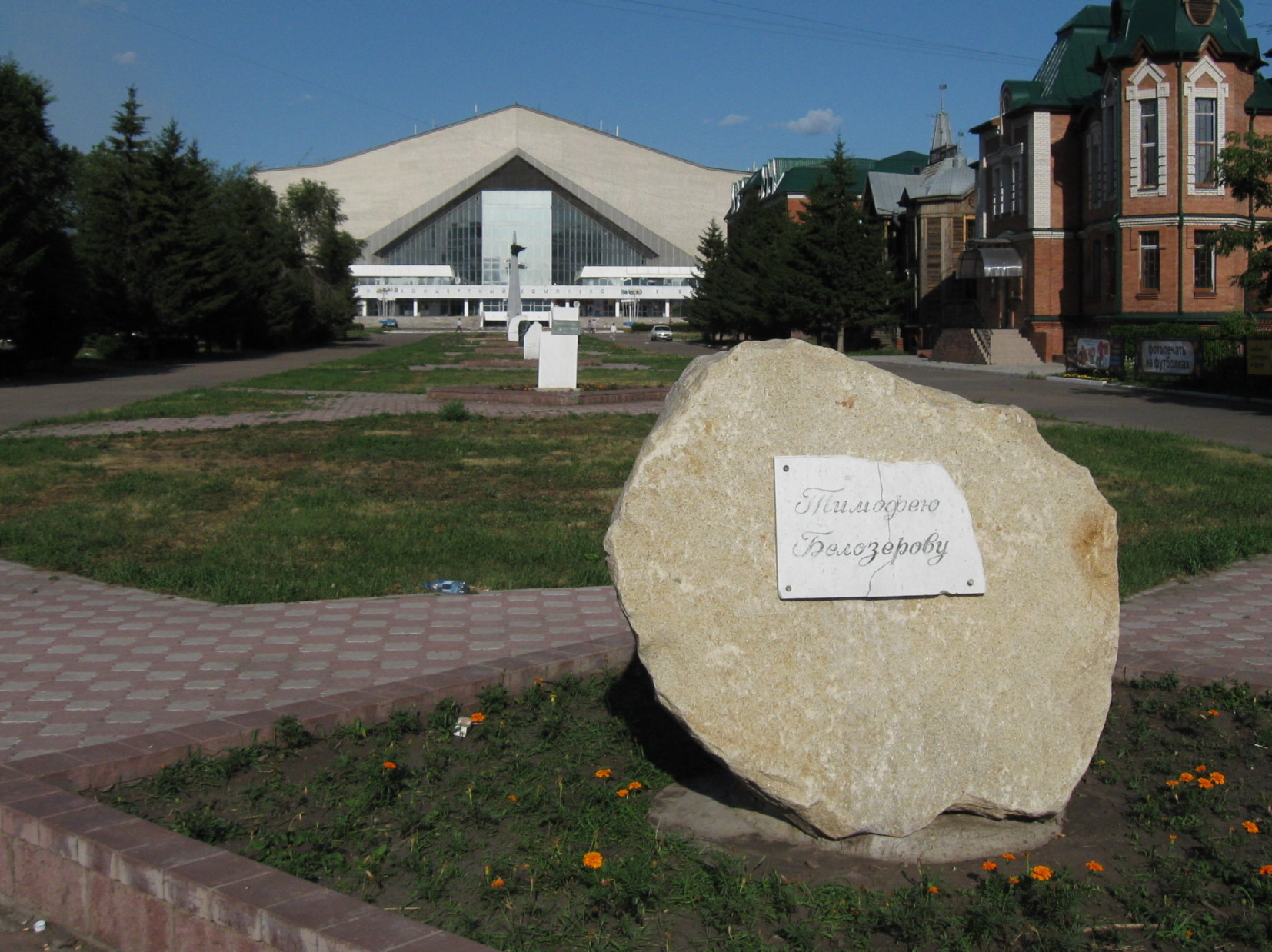
Мемориальный камень Тимофею Белозёрову в Омске. Фото 2010 г.

- 4 сентября 1987 года на доме № 2 по ул. Чокана Валиханова, где жил и работал поэт, установлена мемориальная доска с его горельефом работы скульптора Ф. Д. Бугаенко.
- Именем Тимофея Белозёрова названа одна из улиц и библиотека в Омске.
- В 2005 году одному из танкеров Омского речного пароходства присвоено имя поэта. Танкер «Тимофей Белозёров» имеет грузоподъёмность 2100 тонн, длину 108 метров, ширину 15 метров.
- В 2005 году на Аллее литераторов (бульвар Мартынова) в Омске появился мемориальный камень с именем Тимофея Белозёрова.[4]
- В Куртамышском краеведческом музее создан личный фонд писателя, где хранятся рукописи, переписка, фотографии, издания и личные вещи.

## Награды и признание
- 1970 — Юбилейная медаль «За доблестный труд. В ознаменование 100-летия со дня рождения Владимира Ильича Ленина» — За выдающиеся заслуги в развитии поэзии для детей
- 1971 — медаль «За трудовую доблесть»
- 1972 — лауреат Премии Омского комсомола за книгу «Цветные голоса»
- 1976 — звание «Заслуженный работник культуры РСФСР»
- 1981 — Диплом 2-й степени Международной книжной ярмарки за книгу «Журавкин праздник»